# Bătălia de la Rafia
Bătălia de la Rafia (după alte versiuni: Bătălia de la Raphia or Bătălia de la Rafah) a avut loc pe 22 iunie 217 î.Hr. în apropriere de orașul modern Rafah, între armatele elenistice ale lui Ptolemeu al IV-lea Filopator, rege și faraon al Egiptului și Antiohie al III-lea, rege al Imperiului Seleucid. A fost una din cele mai mari bătălii ale regatelor elenistice ale diadohilor și bătălia decisivă a celui de-al patrulea Război Sirian.

## Situația generală
Zona Mediteranei de est devenise una extrem de volatilă odată cu colapsul imperiului lui Alexandru Macedon. Statele helenistice (numite astfel deoarece erau dominate de populații greco-macedonene) ce au rezultat se aflau într-o permanentă schimbare ca urmare a deselor conflicte, lovituri de stat, răscoale sau asasinate ale conducătorilor. 
Principalele două regate, cel Ptolemaic al Egiptului și cel Seleucid al Asiei, se confruntau pentru dominația regiunii Coele Siria și a altor orașe din estul Mediteranei. Accesiunea la tron a tânărului și energeticului nou rege seleucid, Antiohus al III-lea (241–187 î.Hr.), a adus o revigorare a forței regatului său. După o încercare eșuată de a invada regatul Ptolemaic in 221 î.Hr., Antiohus a inițiat cel de-al IV-lea război sirian cu o invazie a Coele Siriei, profitând atât de aparenta slăbiciune a curții Ptolemaice, unde tânărul Ptolemeu al IV-lea Philopator se afla sub controlul total al miniștrilor săi ca urmare a uciderii mamei sale, regina Berenice, precum și de trădarea guvernatorului Ptolemaic al acestei provincii, Theodotus Aetolianul, care îi promisese întregul său sprijin regelui seleucid, fiind dezgustat de viciile și luxul curții ptolemaice.    

## Preludiu
Invazia inițială a regatului Ptolemaic s-a bucurat de succes, orașe precum Seleucia sau Tyre predându-se armatei seleucide. Însă, în ciuda eforturilor lui Antiohus, regiunea era puternic fortificată, astfel prelungind cucerirea cu aproape doi ani. În tot acest timp miniștri lui Ptolemeu, în principal Sosibus, au reușit să tragă de timp cu succes mimând negocierile cu Antiohus. Timpul câștigat le-a permis sa creeze o armată capabilă de a o confrunta pe cea seleucidă prin recrutarea a numeroși mercenari din lumea elenistică și prin antrenarea a unui numeros contingent de infanteriști egipteni care să lupte în cadrul falangei. Deși această măsură, nemaiîntâlnită până atunci în regatul ptolemaic (unde minoritatea greco-macedoneană domina complet majoritatea egipteană) a avut efectul scontat pe termen scurt, ea a fost unul din factorii ce au dus la izbucnirea a numeroase revolte ale egiptenilor împotriva clasei conducătoare grecești, un fapt ce a slăbit masiv regatul ptolemaic pe termen lung.
Cele două armate s-au întâlnit în apropiere de orășelul Raphia, aflat la mică distanță de granița Egiptului, ambele fiind comandate de către regii celor două state. Timp de câteva zile au avut loc mici încăierări între grupuri restrânse ale celor două armate. Treptat, armata seleucidă și-a apropiat tabăra de cea ptolemaică, până când palisadele celor două se aflau la mai puțin de 5 stadii (aproximativ 785 m) una față de cealaltă. 
Chiar înainte de începerea bătăliei, Theodotus a încercat să îl asasineze pe fostul său suveran Ptolemeu, strecurându-se noaptea în tabăra sa si pătrunzând până în cortul regelui. Din nefericire pentru el însă, Ptolemeu era plecat din cortul său, astfel încât Theodotus nu a reușit să îl omoare decît pe medicul personal al acestuia înainte de a fugi înapoi în tabăra seleucidă.

## Forțele combatante și dispoziția trupelor

### Armata Ptolemaică
Ptolemeu al IV-lea dispunea în ajunul bătăliei de 3000 de hypaspiști, infanteria sa de elită (Agema), sub comanda lui Eurylochus Magnezianul, 2000 de peltaști sub comanda lui Socrate Boețianul, 25,000 de falagiți înarmați cu sarise sub comanda lui Andromachus Aspedianul și Ptolemeu, fiul lui Thraseas, 8,000 de mercenenari greci sub comanda lui Phoxidas Aheul și 3,000 de arcași cretani și neo-cretani sub comanda lui Cnopias din Allaria și a lui Philo Cnossianul. De asemeni, el mai avea 3,000 de libieni sub comanda lui Ammonius Barcianul și 20,000 de egipteni sub comanda ministrului său principal, Sosibus, ce fuseseră antrenați să lupte în stilul falangei macedonene. În afară de aceștia, el mai dispunea de 4,000 de Traci și Celți din Egipt și alți 2,000 din europa, ambele grupuri sub comanda lui Dionisie Tracul.
Cavaleria sa era compusă din garda sa personală de elită (tis aulis) în număr de 700 de călăreți, 2,300 de călăreți din Libia și greco-macedoneni din Egipt, aflați sub comanda lui Polycrates din Argos. Alți 3,000 de călăreți din Grecia sau mercenari erau conduși de Echecrates Tessalianul.
Astfel, Ptolemeu avea în total 70,000 de infanteriști, 5,000 de călăreți, precum și o forță de 73 de elefanți nord-africani.
Flancul stâng ptolemaic era ocupat de Polycrates alături de cavaleria de sub comanda sa. Între el și falaga din centru se aflau arcașii cretani, aflați lângă cavalerie, și hypaspiștii, ce asigurau extrema stângă a falangei. Falanga din centru începea cu mica unitate de libieni în stânga, grosul trupelor greco-macedonene în centru și cei 20,000 de egipteni în dreapta. Flancul drept continua apoi cu mercenarii greci armați în stil hoplit, urmați de mult mai mobilii traci și celți. Extrema dreaptă era asigurată de cavaleria lui Echecrates. Ptolemeu, alături de 40 de elefanți, se afla pe flancul stîng, în vreme ce restul de 33 de elefanți fuseseră distribuiți în flancul drept.

### Armata Seleucidă
Armată lui Antiohus, care dispunea de o forță similară, era la fel de diversă, un fapt obișnuit pentru statele elenistice.
El își plasase 60 de elefanți sirieni, comandați de fratele său vitreg Filip, în fața flancului său stâng, unde el se afla personal, alături de o bună parte din cavaleria sa, 4,000 de călăreți. Legătura dintre aceștia și falanga sa centrală era asigurată de arcași 2,500 de cretani și peltaști libieni sub comanda lui Eurylochus și a lui Zelys din Gortyna, precum și de 5,000 de mercenari greci, 3,000 dintre aceștia înarmați în stilul tradițional al hopliților iar alți 2,000 în stilul falangei macedonene. Alături de cei 20,000 de falagiți obișnuiți din centru, sub comanda lui Nicarchus și a lui Theodotus Hemiolius se mai aflau, în stânga acestora, 10,000 de falangiți de elită, așa-numiții scuturi arginitii, soldați aleși pe sprânceană din cadrul întregului regat seleucid. Sarcina acestora era să asigur cel mai vulnerabil punct al unei falange, flancul său stâng. Ei erau conduți de Theodotus Aetolianul.
În continuare, Antiohus mai avea o forță mixtă de arabi (10,000) sub comanda lui Zabdibelus, persani (2,000 de oameni) - în principal arcași, cissiani, mezi și carmanieni (5,000 de oameni) sub comanda lui Aspasianus Medul și peste 2,000 de cardacieni, libieni și traci, trupe ușoare, sub comanda lui Lysimah Galul, care cu toții asigurau legătura între falangă și cavaleria din stânga, în număr de 2,000 de oameni, sub comanda lui Themison, precum și restul de 42 de elefanți.
În total, Antiohus dispunea de 62,000 de infanteriști, 6,000 de calăreți și 102 elefanți sirieni, mult mai mari și mai puternici decât cei nord-africani folosiți de Ptolemeu.

## Planuri
Dispoziția trupelor indică faptul că Ptolemeu intenționa să profite de avantajul numeric al falagei sale pentru a distruge centrul seleucizilor, în principal secțiunile mai slabe ocupate de arabi sau alte contingente aliate. Antiohus în schimb avea în vedere strategia clasică alexandrină a ciocanului și nicovalei, prin care infanteria din centru ține în loc centrul adversar (nicovala), iar cavaleria învinge călăreții adversarului și atacă centrul inamic din spate, unde ele este cel mai vulnerabil (ciocanul). O ipoteză este ca Antiohus să fi sperat să îl captureze sau să îl ucidă personal pe Ptolemeu, aflat pe aceași parte a câmpului de luptă ca și el, fapt ce i-ar fi putut facilită imens cucerirea întregului regat egiptean cu un efort minim.

## Cei doi regi se adresează armatelor
Potrivit istoricului grec Polybius, cei doi monarhi s-ar fi adresat oștilor lor înaintea bătăliei, punând accent deosebit pe oamenii ce compuneau falanga. În cazul lui Ptolemeu, mesajele sale ar fi fost transmise în special de Andromachus și Sosibus, precum și de sora sa, Arsinoe, pe când în cazul lui Antiohus, comandanții falangei, Theodotus și Nicarchus s-ar fi adresat în mod deosebit armatei. Din moment ce nici unul dintre monarhi nu avea vreo realizare notabilă, fiind ajunși abia de curând pe tronurile lor, ambii ar fi făcut referire la faptele și isprăvile predecesorilor și strămoșilor lor. În special însă, aceștia ar fi pus accent pe câștiurile materiale ce soldații ar fi urmat să le obțină în urma unei victorii

## Bătălia

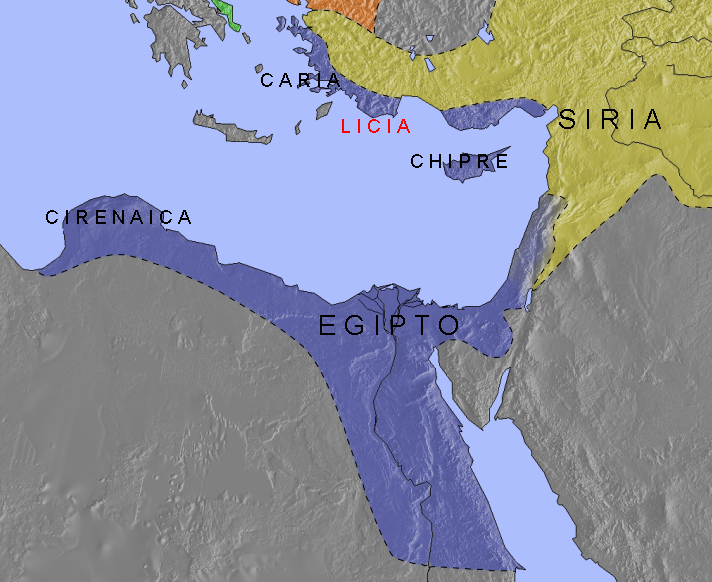
Harta egiptului în 200 î.Hr.

### Prima fază - Antiohus învinge flancul stâng ptolemaic
Bătălia începe cu o încleștare între flancului drept seleucid și cel stâng ptolemaic, unde ambii regi se aflau. Primele care au atacat au fost diviziile de elefanți ale celor doi. Elefanții nord-africani folosiși de Ptolemeu, fiind mult mai mici decât cei sirieni, s-au panicat și au început să fugă înapoi către liniile ptolemaice, creând multă confuzie în rândurile lor. Prima unitate ptolemaică ce a fost forțată să se retragă de către făga elefanților a fost chiar garda regală a lui Ptolemeu. Antiohus între timp și-a condus cavaleria, ocolind masa de elefanți, si a atacat călăreții ptolemaici aflați sub comanda lui Polycrates, învingând-ui. De asemeni, mercenarii greci ai seleucizilor au atacat trupele ușoare de peltaști inamice, ce fuseseră deja lovite de asaltul elefanților, forțând-ui și pe aceștia să se retragă.
Astfel, întreg flancul stâng al lui Ptolemeu a fost învins. Antiohus, fiind încă un tânăr impulsiv și fără prea multă experiență militară, și sperând ca și celelate secțiuni ale armatei sale să beneficieze de același succes, s-a lansat într-o urmărire a trupelor ptolemaice aflate în retragere. Astfel, el a deviat fatal de la strategia clasică alexandrină, ce prevedea ca, odată ce o extremă este victorioasă, aceasta să vireze către centru spre a lovi liniile inamice din flanc și spate.

### Faza a doua - Flancul stâng seleucid este învins
Echecrates, comandantul flancului drept ptolemaic, observând faptul că proprii săi elefanți sunt reticenți în a se apropia de mai marii lor adversari, ordonă hopliților mercenari greci sub comanda lui Phoxidas să atace trupele ușoare seleucide compuse din arabi și mezi aflate în fața lor, evitând elefanții inamici aflați mai în dreapta, în timp ce el își conduce personal cavaleria și flanchează extrema stângă seleucidă, lovind-o în lateral și spate. Atât cavaleria seleucidă și elefanții, cât și contingentele arabe și mede sunt puse pe fugă, expunând astfel flancul stâng al falangei seleucide.

### Faza a treia - Centrul seleucid cedează
Ptolemeu reușise să scape din dezastrul ce avusese loc în flancul său stâng și se repoziționa-se în mijlocul falangei sale, ridicând substanțial moralul soldaților săi. Pe de altă parte, Antiohus nu era nicăieri în prejma propriilor săi falangiți în vreme ce aceștia vedeau falanga adversară, avându-l pe regele său in frunte, avansând.
Deși cea mai expusă secțiune a falangei seleucide, flancul său stâng, ocupată de unitățile de elită ale Scuturilor Argintii, a rezistat atacurilor din față și flanc, Ptolemeu a reușit să spargă centrul lui Antiohus după ce o parte din falangiții greco-macedoneni obișnuiți, comandați de Nicarchus, descumpăniți de situația aparent fără scăpare de a avea ambele flancuri expuse, au început să fugă. Retragerea lor a precipitat colapsul întregii linii.
În tot acest timp, Antiohus continua urmărirea rămășițelor flancului stâng ptolemaic aflate pe fugă. Fiind convins într-un final de unul din ofițerii săi mai experimentați de faptul ca perdeaua de praf din centrul câmpului de luptă părea să se aproprie de propria lor tabără, acesta încearcă în zadar să galopeze înapoi către centru pentru a incerca să salveze situația. Este însă prea târziu, atât falanga sa cât și flancul său stâng fiind puse pe fugă, forțându-l astfel pe Antiohus să își retragă ce îi mai rămăseseră din trupe înapoi în nord către Raphia, iar apoi în continuare spre capitala sa, Antioh.

## Pierderi
Antiohus pierduse aproape 10,000 de infanteriști și 300 de călăreți omorâți, iar alți 4,000 de infanteriști luați prizonieri. Pierduse de asemeni 3 elefanți pe câmpul de luptă iar alți 2 mai târziu în urma rănilor.
Ptolemeu în schimb pierduse doar 1,500 de infanteriști și 700 de călăreți. 16 elefanți îi fuseseră omorâți iar majoritatea celorlalți de pe flancul stâng capturați de seleucizi.

## Urmări
Victoria ptolemaică a însemnat păstrarea pentru moment a controlului asupa Coele-Siriei și a Palestinei, singura pierdere teritorială fiind orașul Seleucia-Pieria. Situația însă nu a durat mult, Antiohus cucerind în cele din urmă cele două provincii în urma Bătăliei de la Panium (198 î.Hr.), unde l-a învins pe fiul lui Ptolemeu, Ptolemeu al V-lea. 
Unul din principalele motive pentru victoria lui Ptolemeu a fost contingentul de falangiți egipteni. Potrivit lui Polybius, încrederea în propriile forțe astfel câștigate de egipteni a fost una din principalele cauze a revoltei Egiptului Superior in perioada 207-186 î.Hr. sub faraonii Hugronaphor și Ankhmakis.
Bătălia a marcat de asemeni un punct de cotitură în privința influenței egiptene în cultura și administrația ptolemaică. Un exemplu sunt stelele folosite de Ptolemei pentru a marca anumite evenimente. Începând cu stela ce convoca preoții egipteni la Memphis în 217 pentru a sărbătorii victoria de la Raphia, Ptolemeii își arogă titluri faraonice complete atât în egipteană cât și în greacă. 

## În media
Bătălia de la Rafia apare în jocul de strategie Rome: Total War și în moduri de-ale sale precum Europa Barbarorum.
Emisiunea Time Commanders de la BBC 2 a avut un episod special în legătură cu această bătălie, având invitați vedete precum Kate Silverton sau Al Murray.